# Oma & Bella
 Oma & Bella ist ein Dokumentarfilm der Filmemacherin Alexa Karolinski aus dem Jahr 2012. Der Film porträtiert das Leben von Regina Karolinski und Bella Katz, die seit 2007 gemeinsam in Berlin-Charlottenburg leben. Das ursprüngliche Vorhaben von Karolinskis Enkelin; ein Kochbuchprojekt, um die kulinarischen Genüsse und Bräuche der beiden Frauen festzuhalten, wird schnell verworfen. Filmisch begleitet Alexa Karolinski die Küchengespräche und das Zusammenleben der beiden jüdischen Frauen, deren Lebensgeschichten, sich mal um Rezepte und Bräuche aus der Kindheit konzentrieren, das Überleben des Holocaust bezeugen und die Gegenwart im geselligen Beisammensein mit Freunden zeigen. Der Film hatte seinen Kinostart in Deutschland am 23. August 2012.

## Handlung
Regina Karolinski und Bella Katz leben seit 2007 gemeinsam in einer gemütlichen Wohnung in Berlin-Charlottenburg. Als zentraler Treffpunkt dient die Küche, wo sie gemeinsam verschiedene Gerichte zubereiten und die Bräuche ihrer Kindheit weiterführen. Hier erzählen sie vor allem von kulinarischen Kindheitserinnerungen in Katowice und Vilnius.
Bella Katz und Regina Karolinskis Erzählungen sind stets mit Humor und Witz verbunden. Häufig unterstreichen sie ihre Erzählungen mit Gesang und erklären dabei die vorgebrachten jiddischen Ausdrücke und jüdischen Traditionen. In Interviewszenen, erzählen beide von ihrer Lebensgeschichte, die durch das Überleben des Holocausts geprägt ist. Bella Katz gelang es, aus dem Getto in Vilnius fliehen und schloss sich jüdischen Partisanen an. Regina Karolinski wurde 1942 in ein Arbeitslager im Sudetenland interniert. Eigentlich wollten beide, nachdem sie durch die Rote Armee befreit wurden in die USA auswandern. 1945 gelangten beide in ein Berliner DP-Lager. In Berlin fanden sie Partner, ließen sich nieder und blieben in Westberlin.
Andere Szenen zeigen Bella Katz und Regina Karolinski bei der Erledigung ihrer alltäglichen Aufgaben, auch gemeinsame Ausflüge und Spaziergänge in Berlin werden unternommen. Dabei kommen ihre Vorstellungen zur Gestaltung des Zusammenlebens im Alter, die Wahrnehmung der eigenen körperlichen Gebrechlichkeit und der stete Wille, das Leben zu jedem Zeitpunkt so gut wie möglich zu genießen, vor allem durch kulinarischen Genuss, zur Geltung.

## Hintergründe und Produktion
Die Filmemacherin Alexa Karolinski plante ursprünglich, ein Kochbuch zu erstellen, um die vielfältigen und köstlichen Gerichte festzuhalten, die ihre Großmutter zusammen mit ihrer engen Freundin Bella täglich zubereitete. Als sie begann, Zeit in der Wohnung der beiden Freundinnen in Charlottenburg zu verbringen, entschied sie sich rasch dafür, die Kamera mitzunehmen: „Das erste Mal habe ich eine Kamera mitgenommen, als ich vor drei Jahren sehr viel für dieses Kochbuch angefangen habe zu kochen und es schon feststand, dass ich zur Filmschule gehe. Ich habe mir einen Tag lang die Kamera einfach ausgeliehen. Ich wollte mir schon einmal selber Kamera und Schnitt beibringen. Ich suchte etwas zum Filmen und da ich eh jeden Tag bei Oma und Bella kochen war, habe ich die Kamera mitgenommen und die beiden einfach gefilmt und daraus einen eineinhalbminütigen Teaser geschnitten, hab auch weiter nicht darüber nachgedacht, bis ich einen Abschlussfilm machen musste , hatte einige Ideen von denen „Oma und Bella“ eine war. Es war aber klar, dass es Oma und Bella sein musste, denn alle anderen Ideen kann ich noch machen und mit Oma und Bella ist die Zeit begrenzt.“
Alexa Karolinski ist kanadisch-deutsche Filmemacherin, die sowohl in Berlin als auch in Los Angeles lebt. Nach ihrem Kunstgeschichtsstudium in London sammelte sie Erfahrungen bei Vice Deutschland und anschließend bei Arte, wo sie Regie bei Kulturkritiken und Künstlerporträts führte und später auch eigenständig produzierte. An der New Yorker School of Visual Arts, absolvierte sie ein Dokumentarfilmstudium. Dort entstand auch ihr erster abendfüllender Dokumentarfilm Oma & Bella, der auf der 62. Internationalen Filmfestspiele Berlin in der Sektion Kulinarisches Kino uraufgeführt wurde und für den sie mit dem Eberhard-Fechner-Förderstipendium der VG Bild-Kunst ausgezeichnet wurde.

## Rezensionen
Der Deutschlandfunk Kultur schrieb: „Über ihr Leben und ihre Männer berichten die Damen beim Kochen oder sie sitzen in zwei riesigen Sesseln. Durch Berlin laufen sie manchmal mit schicken Sonnenbrillen und wirken dann wie zwei Filmdiven. Sie könnten auch Schauspielerinnen sein. Ihr Charme wirkt auf der Leinwand. „Oma und Bella“ ist auch ein Film über das Leben von Juden in Berlin.“
Jay Weissberg für die Variety: „Für alle, die eine jüdische Großmutter hatten oder sich eine wünschten, gibt es ‚Oma & Bella‘, damit sie sich erinnern.“
Das Lexikon des internationalen Films schrieb:  „Ein technisch nicht perfekter, aber von starken Protagonistinnen getragener Film, der anhand des Porträts der Frauen die Dialektik von Erinnerung und Weiterleben nach der Shoah beleuchtet.“

## Auszeichnungen und Nominierungen
- 2013: Deutscher Dokumentarfilmpreis, Preis der Stadt Ludwigsburg
- 2014: Grimme-Preis: Eberhard-Fechner-Förderstipendium der VG Bild-Kunst[5]